# 西庇阿鎮區 (印地安納州艾倫縣)
西比阿鎮區（英語：Scipio Township）是位於美國印地安納州艾倫縣的一個行政鎮區。

## 地方資料
根據2010年美國人口普查的數據，西比阿鎮區的面積為34.37平方千米，當中陸地面積為34.37平方千米，而水域面積為0.00平方千米。當地共有人口414人，而人口密度為每平方千米12.05人。